# 1 500 mètres masculin aux championnats du monde d'athlétisme 2011
Navigation
Berlin 2009 Moscou 2013
L'épreuve du 1 500 mètres masculin des championnats du monde de 2011 s'est déroulée du 30 août au 3 septembre 2011 dans le Stade de Daegu en Corée du Sud. Elle est remportée par le Kényan Asbel Kiprop.

## Records et performances

### Records
Les records du 1 500 m hommes (mondial, des championnats et par continent) étaient avant les championnats 2011 les suivants.
| Record                    | Athlète            | Pays       | Temps         | Lieu    | Date            |
| ------------------------- | ------------------ | ---------- | ------------- | ------- | --------------- |
| Record du monde           | Hicham El Guerrouj | Maroc      | 3 min 26 s 00 | Rome    | 14 juillet 1998 |
| Record des championnats   | Hicham El Guerrouj | Maroc      | 3 min 27 s 65 | Séville | 24 août 1999    |
| Record d'Afrique          | Hicham El Guerrouj | Maroc      | 3 min 26 s 00 | Rome    | 14 juillet 1998 |
| Record d'Asie             | Rashid Ramzi       | Bahreïn    | 3 min 29 s 14 | Rome    | 14 juillet 2006 |
| Record d'Amérique du Nord | Bernard Lagat      | États-Unis | 3 min 29 s 30 | Rieti   | 28 août 2005    |
| Record d'Amérique du Sud  | Hudson de Souza    | Brésil     | 3 min 33 s 25 | Rieti   | 28 août 2005    |
| Record d'Europe           | Fermín Cacho       | Espagne    | 3 min 28 s 95 | Zurich  | 13 août 1997    |
| Record d'Océanie          | Ryan Gregson       | Australie  | 3 min 31 s 06 | Monaco  | 22 juillet 2010 |

### Meilleures performances de l'année 2011
Les dix coureurs les plus rapides de l'année sont, avant les championnats (au 11 août 2011), les suivants.
|    | Athlète                | Pays             | Temps         | Date            |
| -- | ---------------------- | ---------------- | ------------- | --------------- |
| 1  | Silas Kiplagat         | Kenya            | 3 min 30 s 47 | 22 juillet 2011 |
| 2  | Nixon Kiplimo Chepseba | Kenya            | 3 min 31 s 42 | 15 mai 2011     |
| 3  | Asbel Kiprop           | Kenya            | 3 min 31 s 76 | 15 mai 2011     |
| 4  | Abubaker Kaki          | Soudan           | 3 min 31 s 76 | 22 juillet 2011 |
| 5  | Nicholas Willis        | Nouvelle-Zélande | 3 min 31 s 79 | 22 juillet 2011 |
| 6  | Mohammed Shaween       | Arabie saoudite  | 3 min 31 s 82 | 29 mai 2011     |
| 7  | Haron Keitany          | Kenya            | 3 min 31 s 86 | 29 mai 2011     |
| 8  | Mekonnen Gebremedhin   | Éthiopie         | 3 min 31 s 90 | 29 mai 2011     |
| 9  | Amine Laalou           | Maroc            | 3 min 31 s 92 | 10 juin 2011    |
| 10 | Caleb Mwangangi Ndiku  | Kenya            | 3 min 32 s 02 | 29 mai 2011     |

## Critères de qualification
Pour se qualifier pour les Championnats (minima A), il fallait avoir réalisé moins de 3 min 35 s 00 entre le 1er octobre 2010 et le 15 août 2011. Le minima B est de 3 min 38 s 00. 

## Résultats

### Finale
| Rang               | Athlète              | Nationalité      | Temps         |
| ------------------ | -------------------- | ---------------- | ------------- |
| Médaille d'or      | Asbel Kiprop         | Kenya            | 3 min 35 s 69 |
| Médaille d'argent  | Silas Kiplagat       | Kenya            | 3 min 35 s 92 |
| Médaille de bronze | Matthew Centrowitz   | États-Unis       | 3 min 36 s 08 |
| 4                  | Manuel Olmedo        | Espagne          | 3 min 36 s 33 |
| 5                  | Abdalaati Iguider    | Maroc            | 3 min 36 s 56 |
| 6                  | Mohammed Moustaoui   | Maroc            | 3 min 36 s 80 |
| 7                  | Mekonnen Gebremedhin | Éthiopie         | 3 min 36 s 81 |
| 8                  | Eduar Villanueva     | Venezuela        | 3 min 37 s 31 |
| 9                  | Mehdi Baala          | France           | 3 min 37 s 46 |
| 10                 | Ciaran O'Lionaird    | Irlande          | 3 min 37 s 81 |
| 11                 | Tarek Boukensa       | Algérie          | 3 min 38 s 05 |
| 12                 | Nick Willis          | Nouvelle-Zélande | 3 min 38 s 69 |

### Demi-finales
Les cinq premiers athlètes (Q) de chaque course ainsi que les deux meilleurs temps (q) se qualifient pour la finale.
| Rang | Athlète              | Temps             |
| ---- | -------------------- | ----------------- |
| 1    | Matthew Centrowitz   | 3 min 46 s 66 (Q) |
| 2    | Mekonnen Gebremedhin | 3 min 46 s 75 (Q) |
| 3    | Silas Kiplagat       | 3 min 46 s 75 (Q) |
| 4    | Mehdi Baala          | 3 min 46 s 87 (Q) |
| 5    | Abdalaati Iguider    | 3 min 46 s 89 (Q) |
| 6    | Yusuf Saad Kamel     | 3 min 47 s 18     |
| 7    | Amine Laâlou         | 3 min 47 s 65     |
| 8    | Ryan Gregson         | 3 min 47 s 89     |
| 9    | Geoffrey Martinson   | 3 min 48 s 83     |
| 10   | Diego Ruiz           | 3 min 49 s 26     |
| 11   | Taoufik Makhlouf     | 3 min 50 s 86     |
| 12   | Zebene Alemayehu     | 3 min 51 s 19     |

| Rang | Athlète                  | Temps                  |
| ---- | ------------------------ | ---------------------- |
| 1    | Asbel Kiprop             | 3 min 36 s 75 (Q)      |
| 2    | Tarek Boukensa           | 3 min 36 s 84 (Q)      |
| 3    | Mohamed Moustaoui        | 3 min 36 s 87 (Q)      |
| 4    | Manuel Olmedo            | 3 min 36 s 91 (Q)      |
| 5    | Eduar Villanueva         | 3 min 36 s 96 (Q) (NR) |
| 6    | Ciaran O'Lionaird        | 3 min 36 s 96 (q)      |
| 7    | Nick Willis              | 3 min 37 s 39 (q)      |
| 8    | Yoann Kowal              | 3 min 37 s 44          |
| 9    | Daniel Kipchirchir Komen | 3 min 37 s 58          |
| 10   | Juan Carlos Higuero      | 3 min 37 s 92          |
| 11   | Deresse Mekonnen         | 3 min 44 s 65          |
| 12   | Chaminda Wijekoon        | 3 min 44 s 81          |
| 13   | Leonel Manzano           | 3 min 47 s 98          |

### Séries
Les six premiers de chaque série (Q) et les six plus rapides (q) se qualifient pour les demi-finales.
| Rang | Athlète                  | Temps                  |
| ---- | ------------------------ | ---------------------- |
| 1    | Daniel Kipchirchir Komen | 3 min 38 s 54 (Q)      |
| 2    | Nick Willis              | 3 min 39 s 24 (Q)      |
| 3    | Yoann Kowal              | 3 min 39 s 33 (Q)      |
| 4    | Diego Ruiz               | 3 min 39 s 33 (Q)      |
| 5    | Mohamed Moustaoui        | 3 min 39 s 35 (Q)      |
| 6    | Matthew Centrowitz       | 3 min 39 s 46 (Q)      |
| 7    | Chaminda Wijekoon        | 3 min 39 s 61 (q) (NR) |
| 8    | Ryan Gregson             | 3 min 40 s 01 (q)      |
| 9    | Zebene Alemayehu         | 3 min 41 s 08 (q)      |
| 10   | James Shane              | 3 min 41 s 17          |
| 11   | Sin Sang-min             | 3 min 55 s 02          |
| DNF  | Mohammed Shaween         |                        |

| Rang | Athlète                   | Temps                   |
| ---- | ------------------------- | ----------------------- |
| 1    | Asbel Kiprop              | 3 min 41 s 22 (Q)       |
| 2    | Mekonnen Gebremedhin      | 3 min 41 s 28 (Q)       |
| 3    | Abdalaati Iguider         | 3 min 41 s 41 (Q)       |
| 4    | Manuel Olmedo             | 3 min 41 s 78 (Q)       |
| 5    | Tarek Boukensa            | 3 min 41 s 87 (Q)       |
| 6    | Eduard Villanueva         | 3 min 41 s 89 (Q)       |
| 7    | Jeffrey Riseley           | 3 min 42 s 22           |
| 8    | Andrew Wheating           | 3 min 42 s 68           |
| 9    | Dmitrijs Jurkevičs        | 3 min 42 s 69           |
| 10   | Jeroen D'Hoedt            | 3 min 45 s 54           |
| 11   | Charles Delys             | 3 min 51 s 36 (SB)      |
| 12   | Mehdi Baala               | 4 min 13 s 10 (repêché) |
| 13   | Ribeiro Pinto De Carvalho | 4 min 30 s 56 (PB)      |

| Rang | Athlète                 | Temps                  |
| ---- | ----------------------- | ---------------------- |
| 1    | Amine Laâlou            | 3 min 39 s 86 (Q)      |
| 2    | Deresse Mekonnen        | 3 min 40 s 08 (Q)      |
| 3    | Silas Kiplagat          | 3 min 40 s 13 (Q)      |
| 4    | Taoufik Makhlouf        | 3 min 40 s 15 (Q)      |
| 5    | Yusuf Saad Kamel        | 3 min 40 s 27 (Q) (SB) |
| 6    | Ciaran O'Lionaird       | 3 min 40 s 41 (Q)      |
| 7    | Juan Carlos Higuero     | 3 min 40 s 71 (q)      |
| 8    | Leonel Manzano          | 3 min 40 s 77 (q)      |
| 9    | Geoffrey Martinson      | 3 min 40 s 98 (q)      |
| 10   | Andreas Vojta           | 3 min 41 s 34          |
| 11   | Hamza Driouch           | 3 min 42 s 09          |
| 12   | Nabil Mohammed Al-Garbi | 3 min 50 s 17 (PB)     |
| 13   | Florian Carvalho        | 3 min 53 s 88          |

## Légende
Records et Performances
- AR : Record continental (area record)
- CR : Record des championnats (championship record)
- MR : Record du meeting (meet record)
- NR : Record national (national record)
- OR : Record olympique (olympic record)
- PR : Record paralympique (paralympic record)
- PB : Record personnel (personal best)
- SB : Meilleure performance personnelle de la saison (season's best)
- WL : Meilleure performance mondiale de l'année (world leader)
- WJR : Record du monde junior (world junior record)
- WR : Record du monde (world record)

Circonstances et Conditions
- DNF : N'a pas terminé (did not finish)
- DNS : N'a pas pris le départ (did not start)
- DQ : Disqualification (disqualification)
- NM : Aucun essai valable enregistré (No Mark)
- Q : Qualifié « directement » au prochain tour (ou à la prochaine compétition), lors d'une compétition majeure, grâce au classement ou à la réalisation des minima (automatic qualifier)
- q : Qualifié au prochain tour (ou à la prochaine compétition), lors d'une compétition majeure, grâce au repêchage ou à la réalisation de l'une des meilleures performances parmi celles des « non qualifiés directement » (grâce au meilleur temps ou à la meilleure distance par exemple) (secondary qualifier)